# Monastère de la Dormition de Tikhvine

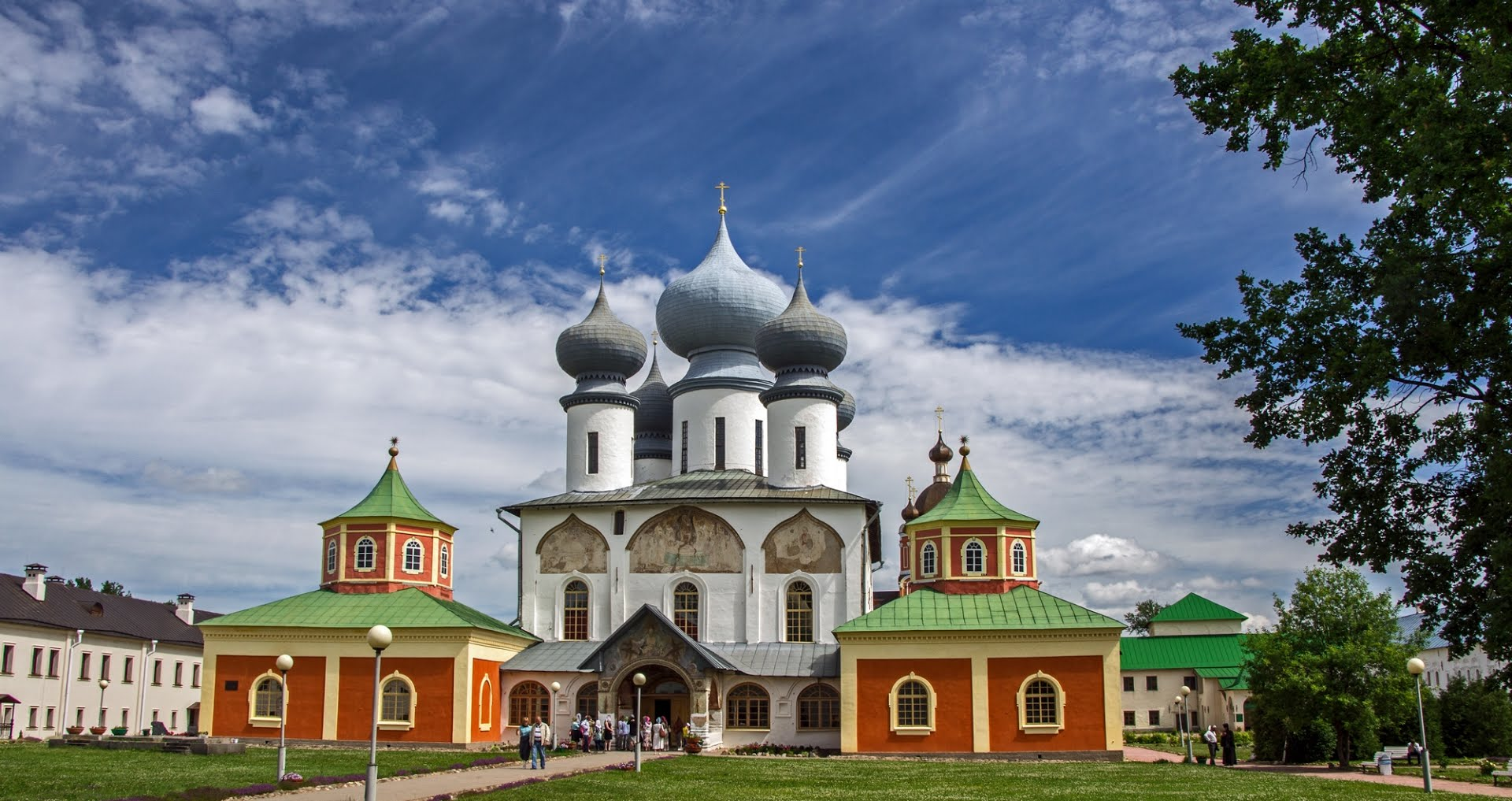
Monastère de Tikhvine

Le monastère de la Dormition de Tikhvine (en russe : Тихвинский Богородичный Успенский мужской монастырь) est un monastère orthodoxe pour hommes situé dans la ville de Tikhvine sur les rives de la rivière Tikhvinka.

## Histoire
Le monastère est fondé par un oukase d'Ivan le Terrible le 10 février 1560 par l'archevêque de Novgorod, Pimène.
La principale relique du monastère est l'icône de la Mère de Dieu de Tikhvine.
En 1613, durant la Guerre d'Ingrie, le monastère de Tikhvine est assiégé par l'armée suédoise commandée par Jacob De la Gardie. Toutefois, ses défenseurs tiennent tête sous la conduite de Semion Prozorovski jusqu'à l'arrivée des renforts, grâce à l'intercession de l'icône de la Mère de Dieu de Tikhivine, selon la croyance des défenseurs russes.
Dans les années 1920, les églises du monastère sont données à l'Église vivante, faction mise en place par les autorités bolchéviques pour concurrencer la hiérarchie orthodoxe, puis, dans les années 1930, elles sont fermées; mais l'icône de la Mère de Dieu de Tikhvine reste exposée au musée de Tikhvine.
Durant la Seconde Guerre mondiale, la ville n'a été occupée que très peu de temps par les forces allemandes. Mais les Allemands ont pris l'icône à Pskov lors de leur retraite. L'icône finit par arriver à Riga puis dans une zone occupée par les Américains en Allemagne. De là, elle est passée à Chicago aux États-Unis. L'évêque Johan qui s'était occupé de la sauver au cours de ces événements a laissé un testament dans lequel il demande que l'on rende l'icône au monastère de Tikhvine pour assurer son renouveau. En 1995, le monastère est rendu à l'Église orthodoxe russe, et la cathédrale de la Dormition est consacrée. En 2004, l'icône de la Mère de Dieu de Tikhine lui est rendue.

## Construction du monastère
- Cathédrale de la Dormition (construite en 1515)
- Église de l'Intercession (construite en 1581) avec une trapeznaïa
- Le clocher
- Le corpus secret, fin du XVIe siècle) début du XVIIe siècle
- La clôture et ses tours
- Église de l'Icône-de-la-Mère-de-Dieu de Tikhvine XVIIIe siècle — XIXe siècle (architecte Nicolas Benois)

Monastère de Tikhvine
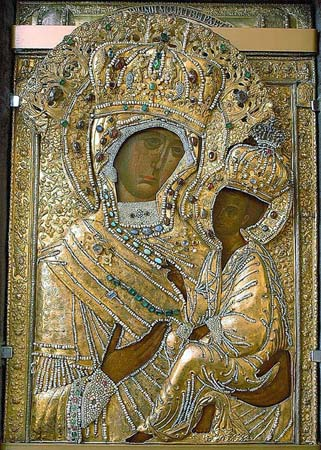
icône de la Mère de Dieu de Tikhvine
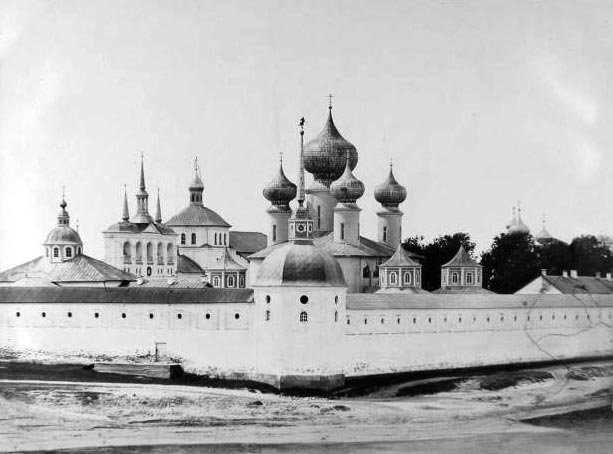
Le monastère de Tikhine en  1883